# Търница
Търница (на македонска литературна норма: Трница) е бивше село в Северна Македония, на територията на община Маврово и Ростуше.

## География
Местността Търница се намира на пътя Маврово - Дебър, на левия бряг на Мавровската река, в подножието на планината Бистра. От Търница се отделя пътят към селата Беличица и Вълковия. В Търница има мотел „Кораб“, паметник на партизанина от този край Живко Брайковски и църква „Свети Никола“.

## История
В края на XIX век Търница е албанско село в Реканска каза на Османската империя. В „Етнография на вилаетите Адрианопол, Монастир и Салоника“, издадена в Константинопол в 1878 година и отразяваща статистиката на населението от 1873 година, Търница (Térnitza) е посочено като село с 30 домакинства, като жителите му са 94 албанци православни.
Според статистиката на Васил Кънчов („Македония. Етнография и статистика“) в 1900 година Търница има 240 жители арнаути мохамедани.
След Междусъюзническата война селото попада в Сърбия.
На етническата си карта на Северозападна Македония в 1929 година Афанасий Селишчев отбелязва Търница като албанско село.

## Личности
Родени в Търница
- Мустафа, местен лидер на Бали Комбетар
- Сабри Качак (? – 1905), разбойник, осъждан от османските власти, избягал от Битолския затвор към 1903 г. и продължил да разбойничества.[4]